# Stożkówka wąskorozwierkowa
Stożkówka wąskorozwierkowa (Conocybe arrhenii (Fr.) Kits van Wav.) – gatunek grzybów z rodziny gnojankowatych (Bolbitiaceae). 

## Systematyka i nazewnictwo
Pozycja w klasyfikacji według Index Fungorum: Conocybe, Bolbitiaceae, Agaricales, Agaricomycetidae, Agaricomycetes, Agaricomycotina, Basidiomycota, Fungi.
Po raz pierwszy zdiagnozował go w 1838 r. Elias Fries nadając mu nazwę Agaricus arrhenii. Obecną, uznaną przez Index Fungorum nazwę nadał mu Kits van Waveren w 1970 r.
Synonimy:

- Agaricus arrhenii Fr. 1838
- Agaricus mesodactylius L. 1753
- Conocybe arrhenii (Fr.) Kits van Wav. 1970 var. arrhenii
- Conocybe arrhenii var. squamosipes A. Ortega & Esteve-Rav. 1998
- Pholiota arrhenii (Fr.) S. Imai, 1938
- Pholiotina arrhenii (Fr.) Singer 1973
- Pholiotina arrhenii (Fr.) Singer 1973 ar. arrhenii
- Pholiotina arrhenii var. filarioides Hauskn. & Krisai 2010

Nazwę polską zaproponował Władysław Wojewoda w 2003 r..

## Morfologia
Kapelusz
Średnica do 3 cm. Kształt początkowo dzwonkowaty, potem wypukły, w końcu płaski. Jest higrofaniczny; podczas suchej pogody jest bladopomarańczowy, podczas wilgotnej ciemnobrązowy do czerwonobrązowego. Brzeg jaśniejszy i karbowany z prześwitującymi blaszkami.
Blaszki
Wolne, niezbyt gęste, początkowo jasnobrązowe (ochrowe), potem rdzawe. Nie osiągają takiej żywości barw, jak inne gatunki stożkówek.
Trzon
Wysokość 1,5–7 cm, grubość do 3 mm, cylindryczny, przy podstawie nieco bulwiasty. Pierścień błoniasty, białawy, prążkowany. Powierzchnia tej samej barwy co kapelusz, ale gęsto pokryta białymi kosmkami.
Miąższ
O barwie podobnej do kapelusza, praktycznie bez zapachu i bez smaku. 
Cechy mikroskopowe
Wysyp zarodników żółty lub ochrowy., Zarodniki o rozmiarach 7–8(–9) × 4–4,5 μm, z porą rostkową o średnicy do 1 μm.

## Występowanie i siedlisko
Stożkówka wąskorozwierkowa występuje  w niektórych krajach Europy. Poza Europą podano jej stanowiska w prowincji Québec w Kanadzie i w Japonii. W Polsce rozprzestrzenienie i częstość występowania nie są znane.  Aktualne stanowiska podaje internetowy atlas grzybów. 
Saprotrof. Rośnie w lasach, wśród mchów i traw, czasami także na spróchniałych pniakach. W Polsce pojawia się głównie od maja do lipca. Występuje w małych grupkach, jest światłolubna.

## Gatunki podobne
Odróżnienie tego gatunku od kilku podobnych stożkówek jest niemożliwe bez mikroskopu. Bardzo podobne morfologicznie są m.in.: 
- stożkówka wiosenna (Conocybe aparos) pojawiająca się wiosną,
- stożkówka wysmukła (Conocybe blattaria). Jej cheilocystydy nie są cylindryczne[5].